# Григоровка (Буда-Кошелёвский район)
Григоровка (бел. Грыгараўка) — посёлок в Гусевицком сельсовете Буда-Кошелёвского района Гомельской области Белоруссии.

## География

### Расположение
В 24 км на юго-восток от Буда-Кошелёво, 9 км от Гомеля, 9 км от железнодорожной станции Уза (на линии Жлобин — Гомель).

### Гидрография
На западе мелиоративный канал.

## Транспортная сеть
Транспортные связи по просёлочной, затем автомобильной дороге Буда-Кошелёво — Гомель.
Планировка состоит из короткой прямолинейной улицы, ориентированной с юго-запада на северо-восток и застроенной двусторонне деревянными домами усадебного типа.

## История
Основан в 1920 году переселенцами с соседних деревень. В 1931 году жители деревни вступили в колхоз. На фронтах Великой Отечественной войны погибли 28 жителей деревни. В 1959 году в составе колхоза имени В. И. Ленина (центр — деревня Гусевица).

## Население

### Численность
- 2018 год — 7 жителей.[источник не указан 1302 дня]

### Динамика
- 1926 год — 23 двора, 167 жителей.
- 1959 год — 143 жителя (согласно переписи).
- 2004 год — 16 хозяйств, 22 жителя.